# ペーチ総主教修道院

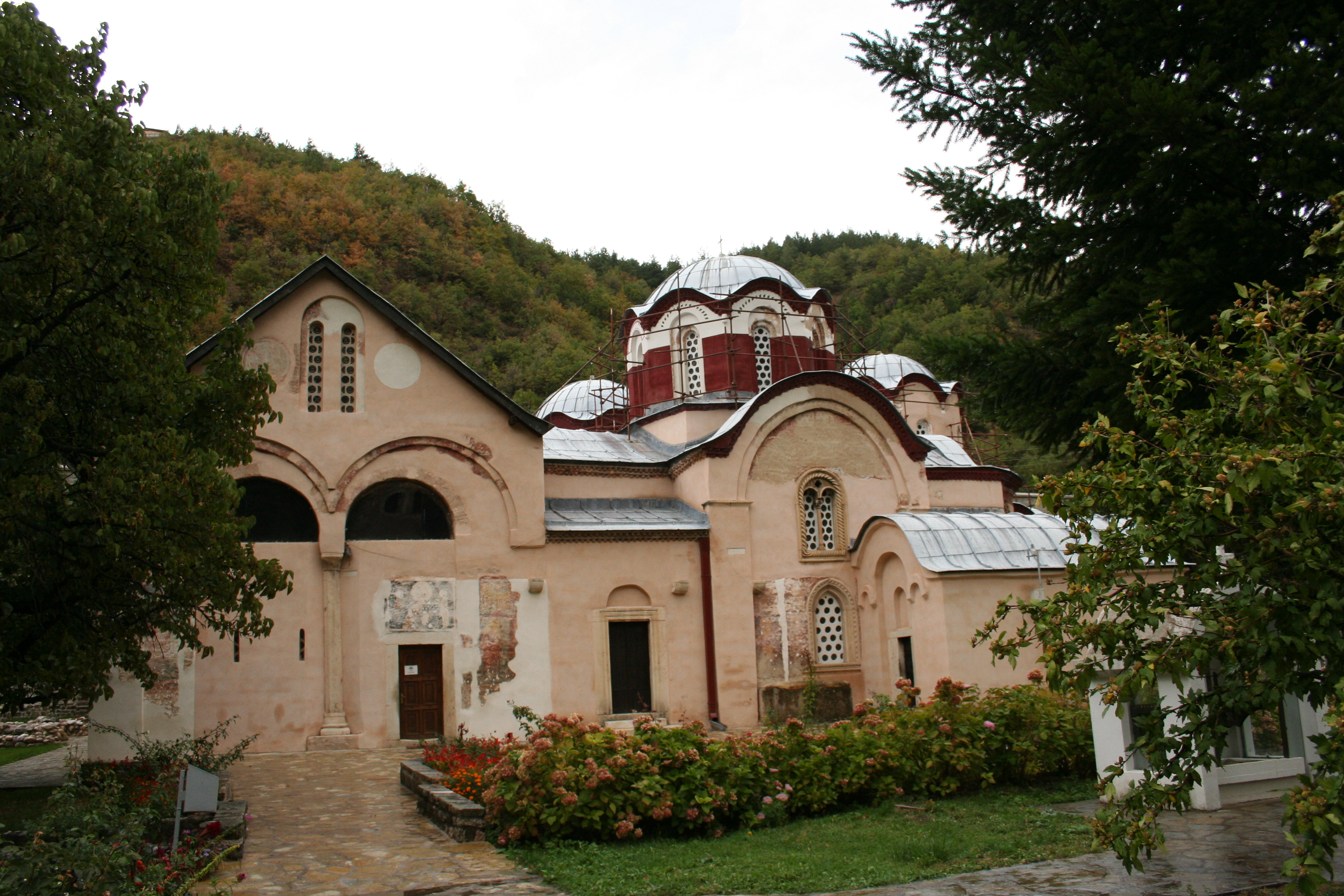
ペーチ総主教修道院の外観

ペーチ総主教修道院（セルビア語 : Пећка патријаршија, Pećka Patrijaršija / アルバニア語 : Patrikana e Pejës）は、コソボ共和国ペーチ（ペーヤ）近郊にあるセルビア正教会の修道院。教会建築物群は、セルビア大主教およびセルビア総主教の主教座にして霊廟となっている。
この修道院は、2006年6月13日に、世界遺産「デチャニ修道院」（2004年登録）が「コソボの中世建造物群」として拡大された際に、世界遺産リストに加えられた。同時に、他の物件とともに危機遺産リストにも加えられた。

## 設立

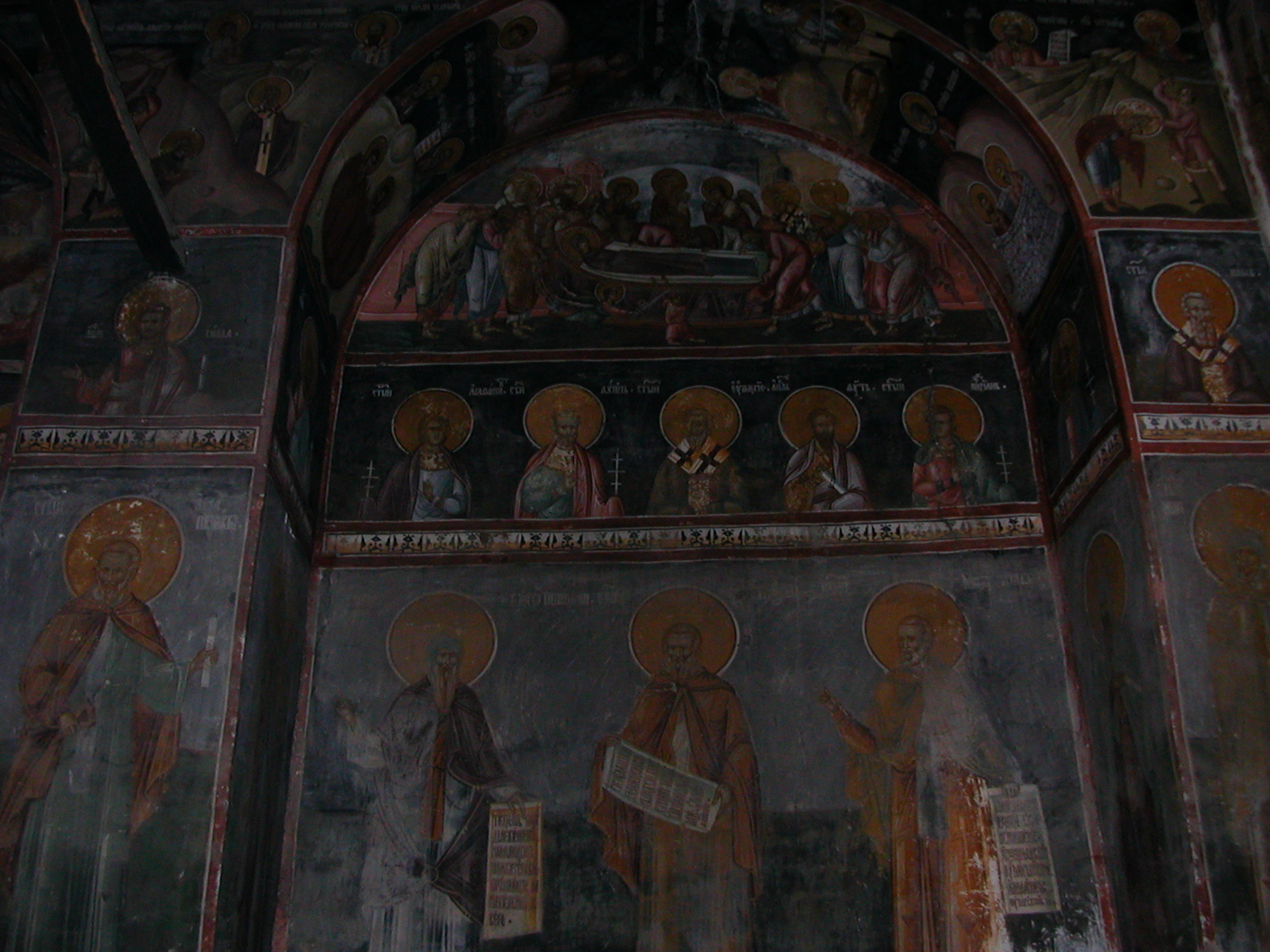
修道院のフレスコ画イコン。上部の半円部分内には生神女就寝祭のイコンが描かれている。

総主教修道院の正確な設立年次は不明であるが、聖サヴァの存命中に、この一帯がジチャ修道院（Žiča monastery）のメトー（metoh, 修道院の管轄地）となり、その後セルビア大主教座になったと考えられている。
大主教アルセニイェ1世（Arsenije I）は、より安全で国の中心に近い場所にセルビア教会の中枢を欲して、聖使徒教会を建てた。間もないころにあたる1250年頃に彼はその装飾を命じた。
大主教ニコディム1世（Nikodim I）は1320年頃に聖使徒教会の北に聖デメトリウス教会を建てた。10年ほど後の1330年頃には、彼の後を継いだ大主教ダニロ2世（Danilo II）が、聖使徒教会の南に第3の教会「ホデゲトリアの生神女教会」（the Church of the Holy Virgin Hodegetria）を建てた。彼はその更に南に小さな聖ニコラオス教会も建てた。彼は3つの大教会の前に、記念碑的な拝廊（ナルテックス）を打ち立て、その更に前に塔を建てた。大主教ヨアナキイェ2世（Joanakije II）の時代に当たる1345年ころに、それまでは装飾のなかった聖デメトリウス教会が、フレスコ画で飾られた。
14世紀を通じて、聖使徒教会に若干の修正が加えられ、のちに装飾が加えられた箇所もある。13世紀から15世紀まで、それと17世紀には、ペーチの総主教と大主教は、この総主教修道院内の教会に葬られた。

## 修復
この建築物群の修復は、2006年6月にはじまり11月に終わった。主要な目的は、気候の影響から建造物群を保護し、内装と外観を修繕することにあったのだが、その途中で、それまで知られていなかった二つのフレスコ画が発見された。聖ディミトリイェ教会の北のファサードにあったもので、セルビア王妃を描いたものと貴族を描いたものであった。 